# 波恰耶維奇
49°21′38″N 23°34′32″E / 49.36056°N 23.57556°E
波恰耶維奇（羅馬化：Pochaievychi）是烏克蘭西部利沃夫州德羅霍貝奇區的村落，面積1.51平方公里，2001年人口991，人口密度每平方公里665.86人。